# David Douillet
David Douillet (Ruan, 17 de febrero de 1969) es un político y deportista francés que compitió en judo. Fue bicampeón olímpico y cuatro veces campeón mundial, y como político ejerció de diputado en la Asamblea Nacional Francesa.

## Biografía

### Trayectoria deportiva
Participó en tres Juegos Olímpicos, entre los años 1992 y 2000, obteniendo en total tres medallas: oros en Atlanta 1996 y Sídney 2000 y bronce en Barcelona 1992, las tres en la categoría de peso pesado.
Ganó cuatro medallas en el Campeonato Mundial de Judo entre los años 1993 y 1997, y cuatro medallas en el Campeonato Europeo de Judo entre los años 1991 y 1994.
Fue el abanderado de Francia en la ceremonia de apertura de los Juegos de Sídney 2000.
Por sus éxitos deportivos fue distinguido en 1996 como caballero de la Legión de Honor y en 2000 como oficial de la Orden Nacional del Mérito. En 2001 recibió la Orden Olímpica en una ceremonia encabezada por el presidente del COI Juan Antonio Samaranch.

### Política
Después de retirarse de la competición, tras los Juegos Olímpicos de Sídney 2000, Douillet se dedicó a diferentes actividades representativas y políticas. En octubre de 2009 fue electo diputado de la UMP para la Asamblea Nacional Francesa. En junio de 2011 fue nombrado secretario de Estado, responsable de los franceses en el extranjero, en el gabinete del primer ministro François Fillon, y el 26 de septiembre de ese mismo año fue designado ministro de Deportes, cargo que mantuvo hasta mayo de 2012.

## Palmarés internacional
| Juegos Olímpicos   | Juegos Olímpicos         | Juegos Olímpicos  | Juegos Olímpicos |
| Año                | Lugar                    | Medalla           | Categoría        |
| ------------------ | ------------------------ | ----------------- | ---------------- |
| 1992               | Barcelona (España)       | Medalla de bronce | +95 kg           |
| 1996               | Atlanta (Estados Unidos) | Medalla de oro    | +95 kg           |
| 2000               | Sídney (Australia)       | Medalla de oro    | +100 kg          |
| Campeonato Mundial |                          |                   |                  |
| Año                | Lugar                    | Medalla           | Categoría        |
| 1993               | Hamilton (Canadá)        | Medalla de oro    | +95 kg           |
| 1995               | Chiba (Japón)            | Medalla de oro    | +95 kg           |
| 1995               | Chiba (Japón)            | Medalla de oro    | Abierta          |
| 1997               | París (Francia)          | Medalla de oro    | +95 kg           |
| Campeonato Europeo |                          |                   |                  |
| Año                | Lugar                    | Medalla           | Categoría        |
| 1991               | Praga (Checoslovaquia)   | Medalla de bronce | +95 kg           |
| 1992               | París (Francia)          | Medalla de bronce | +95 kg           |
| 1993               | Atenas (Grecia)          | Medalla de plata  | +95 kg           |
| 1994               | Gdańsk (Polonia)         | Medalla de oro    | +95 kg           |

## Condecoraciones
| Condecoración                           | Año  |
| --------------------------------------- | ---- |
| Caballero de la Legión de Honor         | 1996 |
| Oficial de la Orden Nacional del Mérito | 2000 |
| Orden Olímpica                          | 2001 |